# コンスタンチン・ロマノヴィチ
コンスタンチン・ロマノヴィチ（ロシア語: Константин Романович、? - 1306年）は、リャザン大公ロマン(ru)の子である。プロンスク公：1294年 - 1299年、リャザン公：1299年 - 1301年。
1300年もしくは1301年に、モスクワ公ダニールとの戦いに破れ、捕虜としてモスクワに連行された。1306年、ダニールのあとを継いでいたユーリーによって処刑された。コンスタンチンの死後、リャザン公国領であったコロムナはモスクワ大公国に接収された。

## 子
- ヴァシリー[1][2]
- ヤロスラフ[3]：ただし、この人物はコンスタンチンの兄であるという説もある[2]